# Goniothalamus loerzingii
Goniothalamus loerzingii este o specie de plante din genul Goniothalamus, familia Annonaceae, descrisă de Richard M.K. Saunders. Conform Catalogue of Life specia Goniothalamus loerzingii nu are subspecii cunoscute.